# 結城貞広
結城 貞広（ゆうき さだひろ）は、鎌倉時代後期の武士・御家人。下総結城氏第5代当主。幼名は犬次郎丸。通称は七郎、官職は左衛門尉。

## 生涯
正応2年（1289年）、第4代当主・結城時広の子として誕生。母は、小山時村の娘。
誕生の翌年、父・時広が24歳で亡くなり、1歳たらずで当主となった。長ずるまで母が事実上当主を代行していたようである。結城一門・山川氏末裔の山川修二所蔵の文書の中に、かつて「結城貞広公御母公御制止一通」があったと記されていることから、貞広の母の果たしていた役割は大きかったものと考えられている。
結城氏は、貞広のとき、これまで信仰していた浄土真宗を改め、禅宗に帰依するようになった。
延慶2年（1309年）、11月13日、21歳で死去した。法名は正仲寺殿眼叟英清居士（ただし、「結城系図」には、「院号焼失」したので後に諡したとある）。
家督は、子の犬鶴丸（朝祐）が1歳で継いだ。

## 一字付与について
諱の「貞」の字は、元服当時の鎌倉幕府第9代執権・北条貞時から偏諱を受けたものである。「結城系図」の貞広の付記には、「鎌倉執権北条貞時一字を授く。故に貞広と名す」と記されている。

## 子どもについて
系図上、子は朝祐のみである。『尊卑分脈』・『系図纂要』・『続群書類従』所収「結城系図」など、いずれの系図でも一致している。鎌倉時代末期に作成されたとみられる『結城小峯文書』内の「結城系図」では、貞広の子が犬鶴丸、追筆で「使 左衛門尉 朝高 結城七郎」となっているが、結城氏家督継承者の通称である「結城七郎」を称していること、左衛門尉及び検非違使に任官していることのいずれもが朝祐に合致しているため、この朝高も朝祐と同一人物と考えられている。よって、貞広の男子は朝祐（初め朝高）ただ一人であったことがわかる。

## 白河結城氏との関係
当主が相次いで他界した下総結城氏は一時、衰退し、代わって分家筋の白河結城氏当主の結城宗広の力が増大することになり、鎌倉時代から南北朝時代にかけて白河結城氏が隆盛することになる。宗広は下総結城氏から見ればあくまで庶流としての地位を占めていたに過ぎず、惣領家にとって代わるということはなかったが、得宗家に接近する等して自立性を強め、鎌倉時代末期には惣領の結城朝祐に対し、実際の力関係という点では凌いでいた。